# Drepanosticta attala
Drepanosticta attala – gatunek ważki z rodziny Platystictidae.